# Gilles Déric
Ne pas confondre avec Derrick.
Gilles Déric, né le 30 mai 1726 à Saint-Coulomb, mort en exil à Jersey le 8 octobre 1800, est un prêtre et historien français.

## Biographie
Fils de Gilles et de Marie Dubreil, il fut reçu maitre ès arts de l’université de Caen, en 1749, n’étant encore que diacre, et embrassa l’état ecclésiastique le 19 septembre 1750. Après son doctorat en théologie, toujours à Caen, en 1755, il fut nommé, la même année, principal du collège de Dol.
Chanoine de la cathédrale de Dol de 1757, il fut vice official de l'évêque Jean-François-Louis Dondel. Lorsqu’Urbain-René de Hercé remplaça ce dernier, en 1767, il nomma l’abbé Déric vicaire général et le chargea de rédiger le Lectionarium Dolense, Dole, A. Caperan, 1769, 2 vol. in-8°. Encouragé par les évêques de Bretagne, Déric entreprit d’écrire l’histoire des églises de cette province, dont il commença la publication sous le titre d’Histoire ecclésiastique de Bretagne.
Official du diocèse de Rennes en 1773, puis du diocèse de Tréguier en 1779, il fut prieur de Saint-Jacques de la Tréherais, en Saint-Servan. Le 22 août 1773, Louis XV le nomma prieur de Notre-Dame du château royal de Fougères, dont il fut le dernier titulaire jusqu’à la Révolution, et un brevet signé de la main de Louis XVI lui assigna une pension de 3 000 livres sur l’abbaye cistercienne de Carnoët. Député aux États de Bretagne, il protesta contre la dissolution du chapitre en 1790, refusa de prêter serment à la Constitution civile du clergé en 1791 et s’exila à Jersey en 1792.
Ne contenant que les dix premiers siècles, l’Histoire ecclésiastique de Bretagne est inachevée à cause de l’exil de Déric. Le dernier volume, termine par un résumé sur l’état des lettres en Bretagne du vie au Xe siècle, fut imprimé en 1789. Le premier volume, publié en 1777, fait en quelque sorte un ouvrage à part, tiré sous le titre d’Introduction à l’histoire ecclésiastique de Bretagne, où l’on traite de la religion, du gouvernement, des mœurs et des usages des Bretons, depuis leur établissement en Bretagne jusqu’au temps où ils embrassèrent le Christianisme.
Déric avait la manie d’expliquer les étymologies des noms de princes, de saints, de lieux, etc. par le celtique, voyant, par exemple, le mot « rivière » dans la composition de presque tous les mots. Cette manie était fâcheuse en ce qu’elle l’obligeait de se fier à la parole d’autrui car il ne savait pas la langue bretonne. Déric, qui s’était aussi beaucoup occupé de l’histoire civile et des antiquités de sa province, avait emporté, lorsqu’il émigra, le 7e et dernier volume de son Histoire ecclésiastique de Bretagne. Son compagnon d’exil, Garnier de l’Hermitage, curé de Hédé, eut connaissance de l’envoi que Déric fit dans le temps à sa sœur de ce manuscrit, pour le faire imprimer, mais le manuscrit, tombé entre les mains des Bleus, leur servit à bourrer leurs fusils. Apprenant le sort de son travail, l’auteur dit avec une douloureuse résignation : « Je ne le recommencerai pas. » Écrite avec soin, l’Histoire ecclésiastique, était devenue rare et était fort recherchée, lorsqu’il en a été publié une seconde édition, à Saint-Brieuc, chez Prud’homme, 1846, 1 vol. en 2 part. br-4°. Cette édition est précédée d’une notice ou sont rectifiées beaucoup des opinions systématiques de l’abbé Déric.
Mort en exil, l’abbé Déric fut inhumé dans le cimetière de la paroisse de Saint-Hélier. Lors du rétablissement du culte en France, un service fut célébré en son honneur dans l’église de Dol, et son oraison funèbre y fut prononcée.